# Subang (Indonésie)
Pour les articles homonymes, voir Subang.
Subang est une ville d'Indonésie, située dans le Kabupaten de Subang, dans la province de Java occidental, à environ 125 km de Jakarta.
La population du district était de 120 346 habitants en 2010.